# Groupes culturels corses
 (juillet 2025).
Les Groupes Culturels Corses (GCC) ont été fondés par Petru Giovacchini le 27 novembre 1933 en Corse pour défendre l'identité italienne. Pendant la Seconde Guerre mondiale, ces groupes pro-italiens sont devenus les « Groupes d'Action Irrédentiste Corse » (GAIC). De 1933 à 1943 , leur siège était à Rome, Via Milano 49, dans le quartier central de Monti.
Le nombre d'adhérents du mouvement atteignit un sommet historique de 600 000 en février 1942 , tandis que Giovacchini fut récompensé par sa nomination au poste de conseiller national du Parti national fasciste. Le mouvement comptait également 360 sections et apporta son aide à 4 000 prisonniers corses internés en Allemagne. Mais l'événement le plus emblématique de l'essor de ce mouvement irrédentiste en Corse se produisit en février 1942, lorsqu'un « bataillon corse » fut créé en Sardaigne au sein de la division Sassari de la 73e Légion des Chemises noires.
Après la capitulation de l'Italie en septembre 1943, Giovacchini se réfugia en République sociale italienne, où il maintint l'activité de ses « groupes corses ». En mai 1944, alors à Novare , Giovacchini tenta une dernière fois de créer des noyaux irrédentistes à partir de ces groupes pour les envoyer combattre en Corse sous contrôle allié.

« Le mouvement des Groupes Culturels Corses (GCC) fut fondé à Pavie par l'étudiant Petru Giovacchini le 27 novembre 1933 , dans le but de maintenir la culture italienne en Corse. Dès le début, les Groupes cherchèrent à s'intégrer aux organisations du Parti national fasciste. Giovacchini adhéra au parti et se porta volontaire pour l'Afrique, puis pour l'Espagne. À son retour, le mouvement se répandit et, avec l'entrée en guerre de l'Italie, il se transforma en « Gruppi di Azione Irredentista Corsica » (GAIC). Le rôle antérieur des Groupes Culturels ne fut cependant pas abandonné : en 1942, l'association acquit la personnalité juridique, élargissant ainsi sa structure et adoptant une organisation hiérarchique. Entre-temps, Giovacchini avait fait carrière dans la Milice et le PNF : il fut médecin pour la première au siège de Rome et conseiller national pour le secteur agricole pour le second. Les Groupes d'Action Irrédentiste Corse reprirent le nom de Groupes Culturels Corses en 1943 et furent absorbés par l'Institut National de Culture Fasciste. Le mouvement cessa ses activités immédiatement après la guerre, faisant don de sa bibliothèque et de ses biens à l' Université de Bologne à la fin du siècle. »